# Johannes Jacobus de Haas

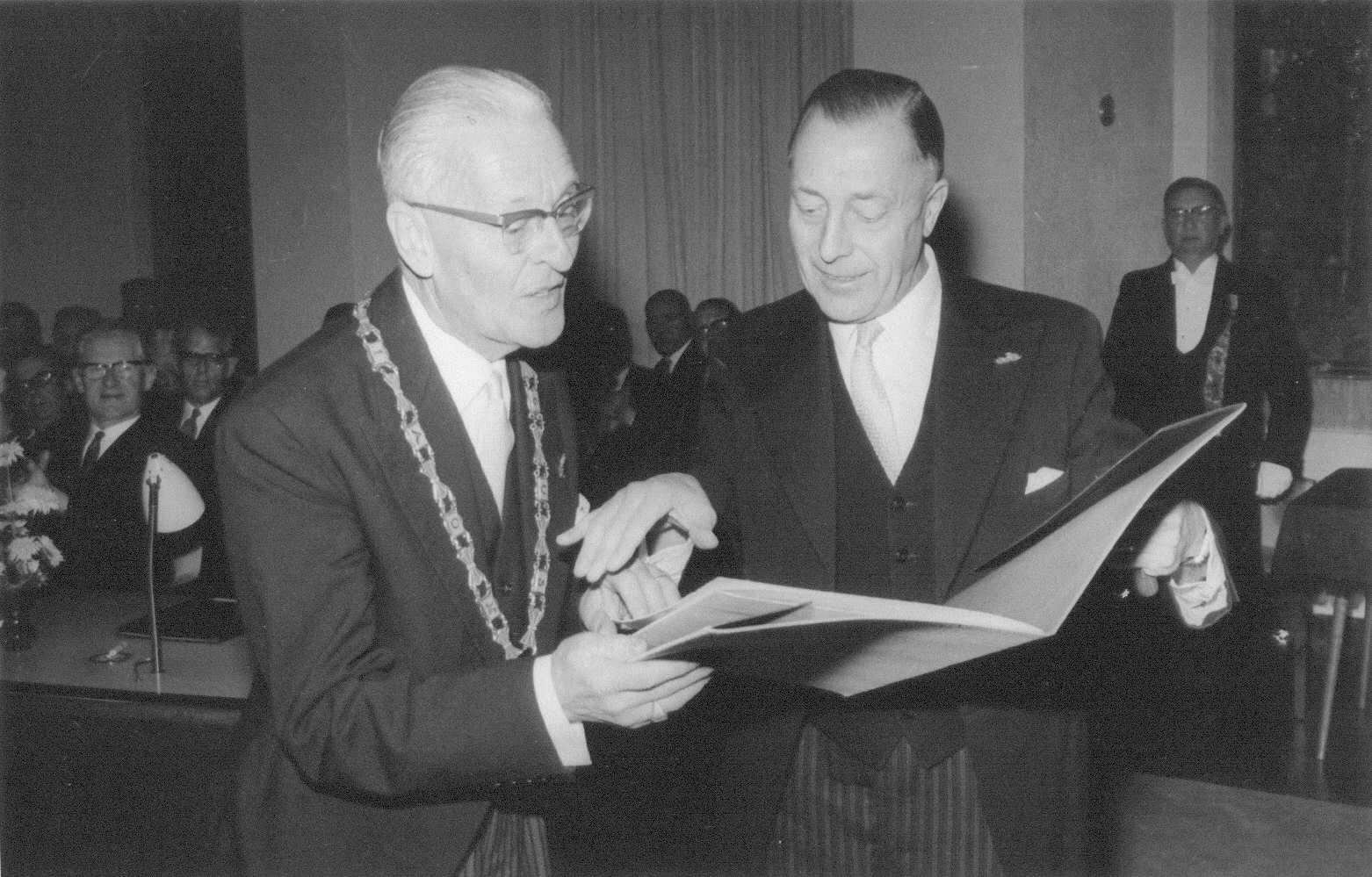
Wethouder De Haas (rechts) bij het afscheid van burgemeester Hustinx in 1967

Johannes Jacobus de Haas (Leiden, 16 april 1905 - Nijmegen, 1 september 1983) was een politicus en bestuurder in Nijmegen voor de Katholieke Volkspartij (KVP).
Johannes Jacobus de Haas was een zoon van verzekeringsinspecteur Cornelis Johannes de Haas en Geertruida Maria Pijpers, en had twee broers en een zus. Hij volgde de lagere school in diverse steden: Delft, Leiden, Rotterdam en Utrecht. Het gymnasium-a volgde hij in Megen en aan het Sint Bonifatius Lyceum te Utrecht. Hij studeerde tot 1943 Nederlands recht aan de Rijksuniversiteit Utrecht. Vervolgens werd hij advocaat te Nijmegen, en in 1945 werd hij secretaris van de politiecommissaris aldaar en bedrijfsjurist (daarna). In 1945 werd hij, na afloop van de Tweede Wereldoorlog, benoemd tot lid van de tijdelijke gemeenteraad van Nijmegen en wethouder van sociale zaken, onderwijs, financiën en personeelszaken. In 1946 werd hij ook in de daadwerkelijke gemeenteraad gekozen. Van juni 1947 tot juli 1948 was hij hoofd jeugdzaken (Referendaris) bij het Ministerie van Onderwijs, Cultuur en Wetenschappen.
In 1948 werd hij namens de KVP in de Tweede Kamer der Staten-Generaal gekozen, waar hij zich vooral bezighield met onderwijs, wederopbouw, financiën en justitie. Hij maakte zich sterk voor de verbetering van de kinderbescherming en was ook voorzitter van het Katholiek Verbond voor Kinderbescherming en van Jeugdzorgwerk, alsook lid van het dagelijks bestuur van de Katholieke Jeugdraad en vicepresident van het Bureau International Catholique de l'enfence. Tot 1975 was hij lid van de Onderwijsraad. In 1952 was hij vijfde op de KVP-kandidatenlijst in de kieskringen Arnhem en Nijmegen, en werd hij uiteindelijk niet herkozen.
De Haas werd na zijn vertrek uit de Kamer, parallel waaraan hij ook enkele jaren lid was van de Provinciale Staten van Gelderland, weer gekozen tot lid van de Nijmeegse gemeenteraad en vanaf september 1953 was hij weer wethouder van Nijmegen, onder meer van onderwijs, sport, financiën en personeelszaken. Hij zou dit tot 1970 blijven. De Haas trouwde in 1938 met Antoinette Hermine Josepha Maria Crebolder.